# Swiatoziorka
Swiatoziorka (ros. Святозёрка) – wieś (ros. деревня, trb. dieriewnia) w zachodniej Rosji, w sielsowiecie romanowskim rejonu chomutowskiego w obwodzie kurskim.

## Geografia
Miejscowość położona jest 10 km od centrum administracyjnego sielsowietu romanowskiego (Romanowo), 15 km od centrum administracyjnego rejonu (Chomutowka), 112 km od Kurska.
W granicach miejscowości znajduje się ulica Oziornaja (16 posesji).

## Historia
Do czasu reformy administracyjnej w roku 2010 wieś Swiatozierka wchodziła w skład sielsowietu starszeńskiego, który w tymże roku został włączony w sielsowiet romanowski.

## Demografia
W 2010 r. miejscowość zamieszkiwało 17 osób.